# Гаррісон (Теннессі)
Гаррісон (англ. Harrison) — переписна місцевість (CDP) в США, в окрузі Гамільтон штату Теннессі. Населення — 7902 особи (2020).

## Географія
Гаррісон розташований за координатами 35°7′37″ пн. ш. 85°8′47″ зх. д. / 35.12694° пн. ш. 85.14639° зх. д. (35.127035, -85.146416).  За даними Бюро перепису населення США в 2010 році переписна місцевість мала площу 23,25 км², з яких 18,47 км² — суходіл та 4,78 км² — водойми. В 2017 році площа становила 21,53 км², з яких 16,75 км² — суходіл та 4,78 км² — водойми.

## Демографія
Згідно з переписом 2010 року, у переписній місцевості мешкало 7769 осіб у 3088 домогосподарствах у складі 2210 родин. Густота населення становила 334 особи/км².  Було 3318 помешкань (143/км²).
Расовий склад населення:
| - 75,7 % — білих - 19,8 % — чорних або афроамериканців - 1,2 % — азіатів - 0,2 % — корінних американців - 0,1 % — вихідців з тихоокеанських островів |

До двох чи більше рас належало 2,2 %. Частка іспаномовних становила 2,4 % від усіх жителів.
За віковим діапазоном населення розподілялося таким чином: 21,7 % — особи молодші 18 років, 63,6 % — особи у віці 18—64 років, 14,7 % — особи у віці 65 років та старші. Медіана віку мешканця становила 42,3 року. На 100 осіб жіночої статі у переписній місцевості припадало 94,2 чоловіків;  на 100 жінок у віці від 18 років та старших — 91,3 чоловіків також старших 18 років.
Середній дохід на одне домашнє господарство  становив 70 124 долари США (медіана — 51 967), а середній дохід на одну сім'ю — 83 265 доларів (медіана — 74 559). Медіана доходів становила 44 957 доларів для чоловіків та 38 961 долар для жінок. За межею бідності перебувало 5,9 % осіб, у тому числі 12,5 % дітей у віці до 18 років та 5,4 % осіб у віці 65 років та старших.
Цивільне працевлаштоване населення становило 4160 осіб. Основні галузі зайнятості: освіта, охорона здоров'я та соціальна допомога — 24,9 %, виробництво — 20,0 %, роздрібна торгівля — 12,8 %, науковці, спеціалісти, менеджери — 8,1 %.